# 에드 크레이븐
에드워드 크레이븐(Edward Craven) (1995년 출생)은 온라인 도박 사이트인 Stake.com과 라이브 스트리밍 플랫폼 Kick을 공동 창립한 호주의 사업가이자 억만장자이다.